# Islam Karimov
Islam Karimov (în uzbecă Ислом Абдуғаниевич Каримов, Islom Abdug`oni o`g`il Karimov; în rusă Ислам Абдуганиевич Каримов, transliterat Islam Abduganievici Karimov; n. 30 ianuarie 1938, Samarqand, Republica Sovietică Socialistă Uzbecă, URSS – d. 2 septembrie 2016, Toshkent, Uzbekistan) a fost un om politic uzbec, președinte al Uzbekistanului (1990-2016).

## Biografie
Islam Karimov s-a născut la Samarkand la 30 ianuarie 1938, fiind crescut într-un orfelinat. A studiat ingineria și economia la Universitatea din Tașkent iar în 1964 a devenit membru al PCUS. În 1989 a primit funcția de prim-secretar al Partidului Comunist din Uzbekistan, iar pe 24 martie 1990 a fost învestit ca președinte al RSS Uzbece. La 31 august 1991, Karimov proclamă independența Uzbekistanului, iar pe 29 decembrie 1991 este ales președinte al noului stat cu 86% din voturile alegătorilor. În 1995, în urma unui referendum, Karimov își extinde mandatul până în anul 2000, iar în 2000 este reales președinte al Uzbekistanului cu 91% din voturi.
După atacurile teroriste de la 11 septembrie 2001, Uzbekistanul devine un aliat al Statelor Unite împotriva talibanilor, americanii primind permisiunea de a folosi baza militara uzbecă de la Karshi-Khanabad pentru a invada Afganistanul. Relațiile dintre Uzbekistan și SUA se deteriorează în 2005, în urma protestelor de la Andijan, iar, în același an, americanii părăsesc baza de la Karshi-Khanabad.
În 2007, Karimov a fost reales președinte al Uzbekistanului, fiind sprijinit de Partidul Liberal-Democrat din Uzbekistan.
Islam Karimov, musulman sunnit, a fost căsătorit cu economista Tatiana Karimova, cu care a avut două fiice și trei nepoți.
A fost un dictator absolutist care in timpul presedintiei sale a desconsiderat principiile democratiei.
A profitat economic din asuprirea politica a tarii, familia Karimov devenind fabulos de bogata in timp ce tara a fost saracita.
A ramas celebru pentru folosirea fortata a copiilor scolari la culegerea bumbacului timp de doua luni inainte de inceperea scolii.